# ووشچوف پیروشه
ووشچوف پیروشه (به لاتین: Łuszczów Pierwszy) یک روستا در لهستان است که در گمینا وولکا واقع شده‌است. ووشچوف پیروشه ۷٫۱۶ کیلومتر مربع مساحت و ۸۸۱ نفر جمعیت دارد.